# Хердорф
Хердорф (њем. Herdorf) град је у њемачкој савезној држави Рајна-Палатинат. Једно је од 119 општинских средишта округа Алтенкирхен (Вестервалд). Према процјени из 2010. у граду је живјело 7.022 становника. Посједује регионалну шифру (AGS) 7132050.

## Географски и демографски подаци
Хердорф се налази у савезној држави Рајна-Палатинат у округу Алтенкирхен (Вестервалд). Град се налази на надморској висини од 290 метара. Површина општине износи 18,0 km². У самом граду је, према процјени из 2010. године, живјело 7.022 становника. Просјечна густина становништва износи 390 становника/km².

## Међународна сарадња
| Мјесто     | Држава    | Врста сарадње | Од    |
| ---------- | --------- | ------------- | ----- |
|            | Француска | партнерство   | 1982. |
|            | Француска | контакт       | 2000. |
|            | Француска | контакт       | 2000. |
|            | Француска | контакт       | 2000. |
| Корби      | Француска | контакт       | 2000. |
| Остенде    | Белгија   | контакт       | 2000. |
| Франкинг   | Аустрија  | контакт       | 2000. |
| Селвесборг | Шведска   | контакт       | 2000. |
| Одерцо     | Италија   | контакт       | 2000. |
| Будимпешта | Мађарска  | контакт       | 2000. |
| Извор      |           |               |       |